# فرانك وودز
فرانك وودز (بالإنجليزية: Frank Woods)‏ هو عالم أدوية بريطاني، ولد في 17 يناير 1937، وتوفي في يناير 2016.